# Nokia 7700
Nokia 7700 es un teléfono móvil producido por Nokia, anunciado en 2003  pero nunca llegó a ser comercializado.
Se esperaba que fuera el primer teléfono inteligente multimedia de Nokia, y el primero en utilizar la interfaz de usuario Symbian OS Serie 90.
Compatible con las redes GSM/HSCSD/GPRS/EDGE 900/1800/1900 MHz, el 7700 se caracterizaba por tener una pantalla táctil LCD en color con una resolución de 640 x 320 píxeles y 65.000 colores. Tenía una memoria interna de 64 MB y una ranura de expansión MMC. También tenía una cámara VGA integrada con una resolución máxima de  640 x 480 píxeles, radio FM integrada, Bluetooth, USB y una interfaz Pop-Port propia de Nokia para propósitos de conectividad.
El 7700 iba a incluir una suite de aplicaciones (tales como PIM suite, navegador de internet, cliente de correo electrónico y una suite ofimática con procesador de texto, hoja de cálculo y visor de PowerPoint) y soportaba aplicaciones Java MIDP 2.0. También era el primer teléfono que iba a soportar Radio Visual, y el primer Nokia en soportar televisión mediante DVB-H con la adición del accesorio Nokia Streamer SU-6.
Nokia 7700 fue cancelado a mediados de 2004 . En ese tiempo, surgieron algunas teorías sobre la cancelación: Nokia estaba volviendo a focalizarse sobre los teléfonos 'normales' debido a un mercado decreciente; el teléfono llegaría tarde al mercado y era poco atractivo. También incorporaba 'sidetalking' (hablar con el teléfono de lado) como el N-Gage, una característica que atrajo publicidad negativa.
Nokia 7710 le sucedió con memoria incrementada, un diseño diferente, sin 'sidetalking' y otras mejoras. Sin embargo, el 7700 fue utilizado para varias pruebas con DVB-H  Archivado el 12 de diciembre de 2007 en Wayback Machine..

## Especificaciones
| Dimensiones       | 134 x 80 x 22 mm, 165 cc |
| Peso              | 183 g |
| Pantalla          | TFT táctil, 65,536 colores, 640 x 320 píxeles |
| GPRS              | Class 10 (4+1/3+2 slots), 32–48 kbit/s |
| HSCSD             | 43.2 kbit/s |
| EDGE              | Class 10, 236.8 kbit/s |
| Bluetooth         | v1.2 |
| USB               | Yes, Pop-Port |
| Mensajería        | SMS, MMS, Correo electrónico |
| Cámara            | VGA, 640x480 píxeles, vídeo |
| CPU               | ARM |
| Almacenamiento    | Tarjeta de memoria MMC + 64 MB de memoria interna (25Mb libres) |
| Sistema Operativo | Symbian OS v7.0s, Series 90 UI |
| Otro Software     | - Suite PIM - Aplicaciones ofimáticas (procesador de texto, hoja de cálculo, visor PowerPoint) - Cliente de correo (SMTP, POP3, IMAP4) - Vídeo and audio player - Radio Visual |
| Navegador         | WAP/xHTML, HTML |
| Batería           | 264 hours |